# Liga Conferência Europa da UEFA de 2021–22
A Liga Conferência Europa da UEFA de 2021–22 (em inglês: 2021–22 UEFA Europa Conference League) foi a primeira edição da Liga Conferência Europa da UEFA, organizado pela UEFA.
A final foi disputada na Arena Kombëtare em Tirana, na Albânia, em 25 de maio de 2022. A Associazione Sportiva Roma foi a campeã, vencendo o Feyenoord Rotterdam na final por 1x0. A Roma se classificou automaticamente para a fase de grupos da Liga Europa da UEFA de 2022–23.
Esta temporada foi a primeira desde 1998–99 (a última temporada em que foi disputada a Taça dos Clubes Vencedores de Taças), onde três grandes competições europeias de clubes (Liga dos Campeões da UEFA, Liga Europa da UEFA e a recém-criada Liga Conferência Europa da UEFA) são organizadas pela UEFA.

## Distribuição de vagas e qualificação
Um total de 183 equipas de 54 das 55 Federações filiadas na UEFA participaram da edição 2021–22 da Liga Conferência Europa. O ranking das federações é baseado no coeficiente do país e é usado para determinar o número de participantes de cada federação:
- Federação 1 qualifica zero equipas.[ESP]
- Federações  2–5 qualificam uma equipa cada.
- Federações 6–15 e 51–55 qualificam duas equipas de cada.
- Federações 16–50 (exceto Liechtenstein) qualificam três equipas de cada.
- Liechtenstein tem uma equipa qualificada (Liechtenstein organiza apenas uma taça nacional e nenhuma liga nacional).
- Além disso, 20 equipas eliminadas da Liga dos Campeões da UEFA de 2021–22 e 26 equipas eliminadas da Liga Europa da UEFA de 2021–22 são transferidas para a Liga Conferência Europa.

### Ranking das associações
Para a edição de 2021–22, as federações foram colocadas segundo o coeficiente de cada país, o qual é determinado pela performance nas competições europeias entre as temporadas de 2015–16 a 2019–20.
Além da colocação baseada nos coeficientes de cada país, as federações podem ter equipas adicionais vindas de outras competições europeias, conforme indicado abaixo:
- (UCL) – Equipas adicionais transferidas da Liga dos Campeões da UEFA
- (UEL) – Equipas adicionais transferidas da Liga Europa da UEFA

| Pos. | Federações      | Coef.   | Equipes | Notas |
| ---- | --------------- | ------- | ------- | ----- |
| 1    | Espanha         | 102.283 | 0 [ESP] |       |
| 2    | Inglaterra      | 90.462  | 1       |       |
| 3    | Alemanha        | 74.784  | 1       |       |
| 4    | Itália          | 70.653  | 1       |       |
| 5    | França          | 59.248  | 1       |       |
| 6    | Portugal        | 49.449  | 2       |       |
| 7    | Rússia          | 45.549  | 2       |       |
| 8    | Bélgica         | 37.900  | 2       |       |
| 9    | Ucrânia         | 36.100  | 2       |       |
| 10   | Países Baixos   | 35.750  | 2       |       |
| 11   | Turquia         | 33.600  | 2       |       |
| 12   | Áustria         | 32.925  | 2       |       |
| 13   | Dinamarca       | 29.250  | 2       |       |
| 14   | Escócia         | 27.875  | 2       |       |
| 15   | República Checa | 27.300  | 2       |       |
| 16   | Chipre          | 26.750  | 3       |       |
| 17   | Suíça           | 26.400  | 3       |       |
| 18   | Grécia          | 26.300  | 3       |       |
| 19   | Sérvia          | 25.500  | 3       |       |

| Pos. | Federações    | Coef.  | Equipes | Notas |
| ---- | ------------- | ------ | ------- | ----- |
| 20   | Croácia       | 24.875 | 3       |       |
| 21   | Suécia        | 22.750 | 3       |       |
| 22   | Noruega       | 21.750 | 3       |       |
| 23   | Israel        | 19.625 | 3       |       |
| 24   | Cazaquistão   | 19.250 | 3       |       |
| 25   | Bielorrússia  | 18.875 | 3       |       |
| 26   | Azerbaijão    | 18.750 | 3       |       |
| 27   | Bulgária      | 17.375 | 3       |       |
| 28   | Romênia       | 16.700 | 3       |       |
| 29   | Polônia       | 16.625 | 3       |       |
| 30   | Eslováquia    | 15.875 | 3       |       |
| 31   | Liechtenstein | 13.500 | 1       |       |
| 32   | Eslovênia     | 13.000 | 3       |       |
| 33   | Hungria       | 12.875 | 3       |       |
| 34   | Luxemburgo    | 8.000  | 3       |       |
| 35   | Lituânia      | 7.875  | 3       |       |
| 36   | Armênia       | 7.625  | 3       |       |
| 37   | Letônia       | 7.625  | 3       |       |

| Pos. | Federações           | Coef. | Equipes | Notas |
| ---- | -------------------- | ----- | ------- | ----- |
| 38   | Albânia              | 7.375 | 3       |       |
| 39   | Macedônia do Norte   | 7.375 | 3       |       |
| 40   | Bósnia e Herzegovina | 6.875 | 3       |       |
| 41   | Moldávia             | 6.750 | 3       |       |
| 42   | Irlanda              | 6.700 | 3       |       |
| 43   | Finlândia            | 6.500 | 3       |       |
| 44   | Geórgia              | 5.750 | 3       |       |
| 45   | Malta                | 5.750 | 3       |       |
| 46   | Islândia             | 5.375 | 3       |       |
| 47   | País de Gales        | 5.000 | 3       |       |
| 48   | Irlanda do Norte     | 4.875 | 3       |       |
| 49   | Gibraltar            | 4.750 | 3       |       |
| 50   | Montenegro           | 4.375 | 3       |       |
| 51   | Estônia              | 4.375 | 2       |       |
| 52   | Kosovo               | 4.000 | 2       |       |
| 53   | Ilhas Faroe          | 3.750 | 2       |       |
| 54   | Andorra              | 2.831 | 2       |       |
| 55   | San Marino           | 0.666 | 2       |       |

Notas
- Espanha (ESP): ^  Espanha não classifica nenhuma equipa para a Liga Conferência Europa da UEFA de 2021–22 porque o Villarreal venceu a Liga Europa da UEFA de 2020–21. Com isto, a associação vai ter 5 equipas a participar na Liga dos Campeões da UEFA de 2021–22 e 2 equipas a participar na Liga Europa da UEFA de 2021–22. Tendo sido o máximo de equipas por associação atingido (7 equipas), a Espanha perde assim a vaga para a Liga Conferência Europa da UEFA de 2021–22.

#### Distribuição de vagas por fase
A seguir está a lista de acesso.
Na lista de acesso padrão, os vencedores da Liga Conferência da Europa apuram-se para a fase de grupos da Liga Europa. No entanto, como esta vaga não é utilizada para esta temporada, foram feitas as seguintes alterações na lista de acesso:
- Os vencedores da taça da associação 16 (Chipre) entram na Liga Europa em vez da segunda pré-eliminatória da Liga Conferência da Europa.
- Os vencedores das taças das associações 30 (Eslováquia) e 31 (Liechtenstein) entram na segunda pré-eliminatória em vez da primeira pré-eliminatória.

Como o Villarreal, que de outra forma teria se classificado para a ronda do play-off da Liga Conferência da Europa através da sua liga nacional, venceu a UEFA Europa League 2020-21, ganhando assim uma vaga automática na fase de grupos da Liga dos Campeões como detentores do título da Liga Europa, desocupar uma vaga na ronda de play-off. As seguintes alterações foram confirmadas pela UEFA:
- Os vencedores das taças nacionais das associações 17 (Suíça) e 18 (Grécia) entram na terceira pré-eliminatória em vez da segunda pré-eliminatória.
- Os vencedores das taças nacionais das associações 32 (Eslovénia), 33 (Hungria), 34 (Luxemburgo) e 35 (Lituânia) entram na segunda pré-eliminatória em vez da primeira pré-eliminatória.

Além disso, na lista de acesso padrão, originalmente 17 derrotados na primeira pré-eliminatória da Liga dos Campeões são transferidos para a segunda pré-eliminatória da Liga Conferência da Europa League (Caminho dos Campeões). No entanto, como o detentor do título da Liga dos Campeões, o Chelsea, que garantiu uma vaga na fase de grupos da Liga dos Campeões, já se classificou através de sua liga nacional, apenas 16 derrotados da primeira pré-eliminatória da Liga dos Campeões são transferidos para a segunda pré-eliminatória da Liga Conferência da Europa (Caminho dos Campeões) depois que a lista de acesso da Liga dos Campeões foi corrigida. Como resultado, apenas 19 equipas entram na segunda pré-eliminatória do Caminho dos Campeões (um dos eliminados na primeira pré-eliminatória da Liga dos Campeões é sorteado para receber um passagem direta à terceira pré-eliminatória).
|                                        |                                        | Equipas que entram nesta fase | Equipas provenientes da fase anterior                                 | Equipas provenientes da Liga dos Campeões ou Liga Europa                                                                           |
| -------------------------------------- | -------------------------------------- | --- | --------------------------------------------------------------------- | --- |
| Primeira pré-eliminatória (66 equipas) | Primeira pré-eliminatória (66 equipas) | - 20 vencedores da taça nacional das federações 36–55 - 25 vice-campeões das federações 30–55 (exceto Liechtenstein) - 21 equipas que terminaram em 3º lugar do campeonato nacional das federações 29–50 (exceto Liechtenstein) |                                                                       | |
| Segunda pré-eliminatória (108 equipas) | Caminho dos Campeões (18 equipes)      | |                                                                       | - 15 perdedores da primeira pré-eliminatória da Liga dos Campeões - 3 perdedores da fase preliminar da Liga dos Campeões           |
| Segunda pré-eliminatória (108 equipas) | Caminho da liga (90 equipas)           | - 16 vencedores da copa nacional das associações 18–35 - 14 vice-campeões da liga nacional das associações 16–29 - 16 equipes que terminaram em 3º lugar a liga nacional das associações 13–28 - 9 equipes que terminaram em 4º lugar a liga nacional das associações 7–15 - 1 equipe que terminou em 5º lugar a liga nacional da associação 6 | - 33 vencedores da primeira pré-eliminatória                          | |
| Terceira pré-eliminatória (64 equipes) | Caminho dos Campeões (10 equipes)      | |                                                                       | - 9 vencedores da segunda pré-eliminatória (Caminho dos Campeões) - 1 perdedores da primeira pré-eliminatória da Liga dos Campeões |
| Terceira pré-eliminatória (64 equipes) | Caminho da liga (54 equipes)           | - 6 equipes que terminaram em 3º lugar a liga nacional das associações 7-12 - 1 equipe que terminou em 4º lugar a liga nacional da associação 6 - 2 vencedores da taça das associações 17 e 18 - 45 vencedores da segunda pré-eliminatória (Caminho da Liga)                                                                                   |                                                                       | |
| ronda Play-off (44 equipes)            | Caminho dos Campeões (10 equipes)      | | - 5 vencedores da terceira pré-eliminatória (Caminho dos Campeões)    | - 5 perdedores da terceira pré-eliminatória da Liga Europa (Caminho dos Campeões)                                                  |
| ronda Play-off (44 equipes)            | Caminho da liga (34 equipes)           | - 1 equipe que terminou em 5º lugar a liga nacional da associação 5 - 3 equipes que terminaram em 6º lugar a liga nacional das associações 2–4 | - 27 vencedores da terceira pré-eliminatória (Caminho da Liga)        | - 2 perdedores da terceira pré-eliminatória da Liga Europa (Caminho da Liga)                                                       |
| Fase de grupos (32 Equipes)            | Fase de grupos (32 Equipes)            | | - 22 vencedores da ronda do play-off                                  | - 10 perdedores da ronda de play-off da Liga Europa                                                                                |
| 16 avos de final (16 times)            | 16 avos de final (16 times)            | | - 8 vice-campeões de grupo na fase de grupos                          | - 8 equipes que terminaram em 3º lugar da fase de grupos da Liga Europa                                                            |
| Fase final (16 times)                  | Fase final (16 times)                  | | - 8 vencedores de grupos da fase de grupos - 8 vencedores do Play-off | |

## Equipes classificadas
Os rótulos entre parênteses mostram como cada equipe se classificou para o lugar de sua rodada inicial:
- CW: vencedores da taça ou copa
- 2º, 3º, 4º, 5º, 6º, etc.: posição da liga
- LC: vencedores da Taça da Liga
- RW: vencedores da temporada regular
- PW: vencedores dos "play-offs" das competições europeias de final de época
- UCL: Transferido da Liga dos Campeões
  - Q1: Perdedores da primeira pré-eliminatória
  - PR: Perdedores da fase preliminar (F: final; SF: semifinal)
- UEL: Transferido da Liga Europa
  - GS: Equipes de terceiros colocados da fase de grupos
  - PO: Perdedores da rodada do play-off
  - CH/LP Q3: Perdedores da terceira pré-eliminatória (Caminho dos Campeões/Caminho da Liga)
- Abd-: Posição da equipe na liga que foi encerrada devido à pandemia de COVID-19 na Europa. A colocação final foi formada pela associação nacional segundo seus critérios; todas as equipes estão sujeitas à aprovação da UEFA conforme as diretrizes desta, onde será analisado se a equipe é elegível para ingressar na Liga Europa e se o encerramento do torneio foi realizado da devida forma.[6]

A segunda pré-eliminatória, terceira pré-eliminatória e a rodada de play-off foram divididas em Caminho dos Campeões e Caminho da Liga.
| 16 avos de final                | 16 avos de final                 | 16 avos de final                 | 16 avos de final         |
| ------------------------------- | -------------------------------- | -------------------------------- | ------------------------ |
| Sparta Praga (UEL GS)           | PSV Eindhoven (UEL GS)           | Leicester (UEL GS)               | Fenerbahçe (UEL GS)      |
| Olympique de Marseille (UEL GS) | Midtjylland (UEL GS)             | Celtic (UEL GS)                  | Rapid Viena (UEL GS)     |
| Fase de Grupos                  |                                  |                                  |                          |
| Zorya Luhansk (UEL PO)          | AZ (UEL PO)                      | Randers (UEL PO)                 | Slavia Praga (UEL PO)    |
| Omonia (UEL PO)                 | CFR Cluj (UEL PO)                | Slovan Bratislava (UEL PO)       | Mura (UEL PO)            |
| Alashkert (UEL PO)              | HJK (UEL PO)                     |                                  |                          |
| Play-off                        |                                  |                                  |                          |
| Caminho dos Campeões            | Caminho dos Campeões             | Caminho da Liga                  | Caminho da Liga          |
| Kairat (UEL CH Q3)              | Neftçi Baku (UEL CH Q3)          | Tottenham (7º)[ENG]              | Union Berlin (7º)        |
| Žalgiris (UEL CH Q3)            | Lincoln Red Imps (UEL CH Q3)     | Roma (7º)[ITA]                   | Rennes (6º)              |
| Flora (UEL CH Q3)               |                                  | St Johnstone (UEL LP Q3)         | Jablonec (UEL LP Q3)     |
|                                 |                                  | Anorthosis Famagusta (UEL LP Q3) |                          |
| Terceira pré-eliminatória       |                                  |                                  |                          |
| Caminho dos Campeões            | Caminho dos Campeões             | Caminho da Liga                  | Caminho da Liga          |
| Shamrock Rovers (UCL Q1)        |                                  | Paços de Ferreira (5º)[POR]      | Rubin Kazan (4º)         |
|                                 |                                  | Anderlecht (4º)                  | Kolos Kovalivka (4º)     |
| Vitesse (4º)                    | Trabzonspor (4º)                 |                                  |                          |
| LASK (4º)                       | Luzern (CW)                      |                                  |                          |
| PAOK (CW)                       |                                  |                                  |                          |
| Segunda pré-eliminatória        |                                  |                                  |                          |
| Caminho dos Campeões            | Caminho dos Campeões             | Caminho da Liga                  | Caminho da Liga          |
| FK Bodø/Glimt (UCL Q1)          | Maccabi Haifa (UCL Q1)           | Santa Clara (6º)[POR]            | Sochi (5º)               |
| Shakhtyor Salihorsk (UCL Q1)    | CS Fola Esch (UCL Q1)            | Gent (PW)                        | Vorskla Poltava (5º)     |
| Riga (UCL Q1)                   | Teuta (UCL Q1)                   | Feyenoord (PW)                   | Sivasspor (5º)           |
| FK Shkëndija (UCL Q1)           | Borac Banja Luka (UCL Q1)        | Áustria Viena (PW)               | Copenhagen (3º)          |
| Dinamo Tbilisi (UCL Q1)         | Hibernians (UCL Q1)              | AGF (PW)                         | Hibernian (3º)           |
| Valur (UCL Q1)                  | Connah's Quay (UCL Q1)           | Aberdeen (4º)                    | Slovácko (4º)            |
| Linfield (UCL Q1)               | Budućnost Podgorica (UCL Q1)     | Viktoria Plzeň (5º)              | Apollon Limassol (2º)    |
| Prishtina (UCL Q1)              | Inter Club d'Escaldes (UCL PR F) | AEL Limassol (3º)                | Basel (2º)               |
| Folgore (UCL PR SF)             | HB Tórshavn (UCL PR SF)          | Servette (3º)                    | Aris Thessaloniki (3º)   |
|                                 |                                  |                                  |                          |
| AEK Atenas (4º)                 | Partizan (2º)                    |                                  |                          |
| Čukarički (3º)[SRB]             | Vojvodina (4º)                   |                                  |                          |
| Osijek (2º)                     | Rijeka (3º)                      |                                  |                          |
| Hajduk Split (4º)               | Hammarby IF (CW)                 |                                  |                          |
| IF Elfsborg (2º)                | BK Häcken (3º)                   |                                  |                          |
| Molde (2º)                      | Vålerenga Fotball (3º)           |                                  |                          |
| Rosenborg BK (4º)[NOR]          | Maccabi Tel Aviv (CW)            |                                  |                          |
| Ashdod (3º)                     | Hapoel Be'er Sheva (4º)          |                                  |                          |
| Tobol (2º)                      | Astana (3º)                      |                                  |                          |
| Shakhter Karagandy (4º)[KAZ]    | BATE Borisov (CW)                |                                  |                          |
| Torpedo Zhodino (3º)            | Dinamo Brest (4º)                |                                  |                          |
| Keşlə (CW)                      | Qarabağ (2º)                     |                                  |                          |
| Sumqayıt (3º)                   | CSKA Sófia (CW)                  |                                  |                          |
| Lokomotiv Plovdiv (2º)          | Arda (PW)                        |                                  |                          |
| Universitatea Craiova (CW)      | Steaua București (2º)            |                                  |                          |
| Sepsi OSK (PW)                  | Raków Częstochowa (CW)           |                                  |                          |
| Pogoń Szczecin (3º)             | Dunajská Streda (2º)             |                                  |                          |
| Vaduz (Abd-CW)                  | Olimpija Ljubljana (CW)          |                                  |                          |
| Újpest (CW)                     | F91 Dudelange (2º)               |                                  |                          |
| Panevėžys (CW)                  |                                  |                                  |                          |
| Primeira pré-eliminatória       |                                  |                                  |                          |
| Śląsk Wrocław (4º)[POL]         | Spartak Trnava (3º)              | Žilina (PW)                      | Maribor (2º)             |
| Domžale (4º)                    | Puskás Akadémia (2º)             | Fehérvár (3º)                    | FC Swift Hesperange (3º) |
| Racing Luxembourg (4º)[LUX]     | Sūduva (2º)                      | Kauno Žalgiris (3º)              | Ararat Erevan (CW)       |
| Noah (2º)                       | Urartu (3º)                      | FK Liepāja (CW)                  | FK RFS (2º)              |
| Valmieras (3º)                  | Vllaznia (CW)                    | Partizani (3º)                   | Laçi (4º)                |
| Sileks (CW)                     | Shkupi (2º)                      | Struga (3º)                      | Sarajevo (CW)            |
| Velež Mostar (3º)               | Široki Brijeg (4º)               | Sfântul Gheorghe (2º)            | Petrocub Hîncești (3º)   |
| Milsami Orhei (CW)              | Dundalk (CW)                     | Bohemian (2º)                    | Sligo Rovers (4º)        |
| Inter Turku (2º)                | KuPS (3º)                        | Honka (4º)[FIN]                  | Gagra (CW)               |
| Dinamo Batumi (2º)              | Dila Gori (3º)                   | Gżira United (Abd-3º)[MLT]       | Birkirkara (Abd-4º)[MLT] |
| Mosta (Abd-6º)[MLT]             | FH (Abd-2º)[ISL]                 | Stjarnan (Abd-3º)[ISL]           | Breiðablik (Abd-4º)[ISL] |
| The New Saints (2º)             | Bala Town (3º)[WAL]              | Newtown (PW)                     | Coleraine (2º)           |
| Glentoran (3º)                  | Larne (PW)                       | Europa (2º)                      | St Joseph's (3º)         |
| Mons Calpe (4º)                 | Sutjeska Nikšić (2º)             | Dečić (3º)                       | Podgorica (4º)           |
| Levadia Tallinn (CW)            | Paide Linnameeskond (2º)         | KF Llapi (CW)                    | Drita (2º)               |
| NSÍ (2º)                        | KÍ (3º)[FRO]                     | Sant Julià (CW)                  | Santa Coloma (3º)        |
| La Fiorita (CW)[SMR]            | Tre Penne (3º)[SMR]              |                                  |                          |

Notas
- Cazaquistão (KAZ): ^  A Copa do Cazaquistão de 2020 foi cancelada devido à pandemia de COVID-19 no Cazaquistão. Com isso, o quarto colocado do Campeonato Cazaque de 2020 foi selecionado pela Federação de Futebol do Cazaquistão para disputar a Liga Conferência Europa de 2021–22, entrando na segunda pré-eliminatória.[7]
- Finlândia (FIN): ^  O HJK, campeão da Copa da Finlândia de 2020, está classificado para a Liga dos Campeões devido a sua posição na liga. Com isso, o Honka, 4º colocado na Veikkausliiga de 2020, herdou a vaga e entrará na primeira pré-eliminatória da Liga Conferência Europa.
- Ilhas Faroé (FRO): ^  O HB, campeão da Copa das Ilhas Faroé de 2020, está classificado para a Liga dos Campeões devido a sua posição na liga. Com isso, o KÍ, 3º colocado na Betri deildin 2020, herdou a vaga e entrará na primeira pré-eliminatória da Liga Conferência Europa.
- Inglaterra (ENG): ^  O Manchester City, campeão da Copa da Liga Inglesa de 2020–21, está classificado para a Liga dos Campeões devido a sua posição na liga. Com isso, o 6º colocado da Premier League de 2020–21 herdará a vaga e entrará nos play-offs da Liga Conferência Europa.
- Itália (ITA): ^  A Juventus, campeã da Copa da Itália de 2020–21 já está classificada para a Liga dos Campeões devido a sua posição na liga. Com isso, a vaga do campeão da Copa da Itália para a Liga Europa foi transferida para o 6º colocado da Serie A de 2020–21 e a vaga para os play-offs da Liga Conferência Europa para o 7º colocado.
- Islândia (ISL): ^  A Úrvalsdeild Karla de 2020 e a Copa da Islândia de 2020 foram encerradas devido a pandemia de COVID-19 na Islândia. Com isso, FH, Stjarnan e Breiðablik – segundo, terceiro, e quarto colocados da liga, respectivamente, no momento do encerramento segundo o número de pontos por partida – foram escolhidos pela Federação Islandesa de Futebol para disputar a Liga Conferência Europa de 2021–22, com os três entrando na primeira pré-eliminatória.[8]
- Luxemburgo (LUX): ^  A Copa de Luxemburgo de 2020–21 foi encerrada devido à pandemia de COVID-19 em Luxemburgo. Com isso, o quarto colocado na Divisão Nacional foi selecionado pela Federação de Futebol de Luxemburgo para disputar a Liga Conferência Europa de 2021–22, entrando na primeira pré-eliminatória.[9]
- Malta (MLT): ^  O Campeonato Maltês de Futebol de 2020–21 e a FA Trophy de 2020–21 foram encerrados devido a pandemia de COVID-19 em Malta. Com isso, Hibernians, Gżira United e Birkirkara – segundo, terceiro, e quarto colocados da liga, respectivamente, no momento do encerramento – foram selecionados pela Associação de Futebol de Malta para disputar a Liga Conferência Europa da UEFA de 2021–22, com os três entrando na primeira pré-eliminatória.[10] No entanto, o Ħamrun Spartans, que foi declarado campeão, foi posteriormente banido das competições europeias por viciação de resultados. Como resultado, o Hibernians foi elevado à UEFA Champions League 2021–22 e o Mosta, o sexto colocado, foi selecionado para jogar na UEFA Europa Conference League, uma vez que o Sliema Wanderers, o quinto colocado, não conseguiu obter uma licença UEFA.
- Noruega (NOR): ^  A Copa da Noruega de 2020 foi encerrada devido à pandemia de COVID-19 na Noruega. Com isso, o quarto colocado na Eliteserien de 2020 foi selecionado pela Associação Norueguesa de Futebol para disputar a Liga Conferência Europa de 2021–22, entrando na segunda pré-eliminatória.[11]
- País de Gales (WAL): ^  A Welsh Cup de 2020–21 foi encerrada devido a pandemia de COVID-19 no País de Gales. Com isso, o Bala Town, terceiro colocado na Cymru Premier de 2020–21, foi selecionado pela Associação de Futebol do País de Gales para competir na Liga Conferência Europa da UEFA de 2021–22, entrando na primeira pré-eliminatória.[12]
- Polônia (POL): ^  O Raków Częstochowa foi o vencedor da Copa da Polônia de 2020–21 e terminou na 2º colocação na Ekstraklasa de 2020–21. Com isso, a vaga da liga para a Liga Conferência Europa foi transferida para o 4º colocado da liga.
- Portugal (POR): ^  O SC Braga, campeão da Taça de Portugal de 2020–21 já está classificado para a Liga Europa devido à conquista deste troféu. Com isso, e por ter terminado em 4º lugar na Primeira Liga de 2020–21, a vaga para a 3ª pré-eliminatória da Liga Conferência Europa foi transferida para o 5º colocado da Primeira Liga de 2020–21 e a vaga para a 2ª pré-eliminatória da Liga Conferência Europa para o 6º colocado da Primeira Liga de 2020–21.
- San Marino (SMR): ^  Como os vencedores da Coppa Titano 2020-21, La Fiorita, terminaram em segundo lugar do Campionato Sammarinese di Calcio 2020-21, a vaga reservada para os vice-campeões passou para o terceiro colocado.
- Sérvia (SRB): ^  O vencedor da Copa da Sérvia de 2020–21 sagrou-se campeão. Com isso, a vaga do campeão da Copa para a Liga Conferência Europa foi transferida para o 4º colocado da liga.

## Calendário
Os jogos estão agendados para as quintas-feiras (incluindo a final), embora excepcionalmente possam ocorrer às terças ou quartas-feiras devido a conflitos de agenda. Os horários de início programados são 15h30 (para um número limitado de partidas), 17h45 e 20h WEST/WET.
Todos os sorteios serão realizados na sede da UEFA em Nyon, Suíça, exceto o sorteio da fase de grupos, em local a ser confirmado.
| Fase           | Rodada                    | Data do sorteio         | Partida de ida                                | Partida de volta                              |
| -------------- | ------------------------- | ----------------------- | --------------------------------------------- | --------------------------------------------- |
| Qualificação   | Primeira pré-eliminatória | 15 de junho de 2021     | 8 de julho de 2021                            | 15 de julho de 2021                           |
| Qualificação   | Segunda pré-eliminatória  | 16 de junho de 2021     | 22 de julho de 2021                           | 29 de julho de 2021                           |
| Qualificação   | Terceira pré-eliminatória | 19 de julho de 2021     | 5 de agosto de 2021                           | 12 de agosto 2021                             |
| Qualificação   | Play-offs                 | 2 de agosto de 2021     | 19 de agosto de 2021                          | 26 de agosto de 2021                          |
| Fase de grupos | Primeira rodada           | 27 de agosto de 2021    | 16 de setembro de 2021                        | 16 de setembro de 2021                        |
| Fase de grupos | Segunda rodada            | 27 de agosto de 2021    | 30 de setembro de 2021                        | 30 de setembro de 2021                        |
| Fase de grupos | Terceira rodada           | 27 de agosto de 2021    | 21 de outubro de 2021                         | 21 de outubro de 2021                         |
| Fase de grupos | Quarta rodada             | 27 de agosto de 2021    | 4 de novembro de 2021                         | 4 de novembro de 2021                         |
| Fase de grupos | Quinta rodada             | 27 de agosto de 2021    | 25 de novembro de 2021                        | 25 de novembro de 2021                        |
| Fase de grupos | Sexta rodada              | 27 de agosto de 2021    | 9 de dezembro de 2021                         | 9 de dezembro de 2021                         |
| Fase final     | 16 avos de final          | 13 de dezembro de 2021  | 17 de fevereiro de 2022                       | 24 de fevereiro de 2022                       |
| Fase final     | Oitavas de final          | 25 de fevereiro de 2022 | 10 de março de 2022                           | 17 de março de 2022                           |
| Fase final     | Quartas de final          | 18 de março de 2022     | 7 de abril de 2022                            | 14 de abril de 2022                           |
| Fase final     | Semi-final                | 18 de março de 2022     | 28 de abril de 2022                           | 5 de maio de 2022                             |
| Fase final     | Final                     | 18 de março de 2022     | 25 de maio de 2022 na Arena Kombëtare, Tirana | 25 de maio de 2022 na Arena Kombëtare, Tirana |

## Rodadas de qualificação

### Primeira pré-eliminatória
Um total de 66 equipes participarão da primeira pré-eliminatória.
O sorteio dessa fase foi realizado no dia 15 de junho de 2021. As partidas serão disputadas nos dias 8 e 15 de julho de 2021.
| Equipe 1            | Total       | Equipe 2            | 1.º jogo | 2.º jogo  |
| ------------------- | ----------- | ------------------- | -------- | --------- |
| Levadia Tallinn     | 4–2         | St Joseph's         | 3–1      | 1–1       |
| Inter Turku         | 1–3         | Puskás Akadémia     | 1–1      | 0–2       |
| Drita               | 3–1         | Dečić               | 2–1      | 1–0       |
| Sūduva              | 2–1         | Valmieras           | 2–1      | 0–0       |
| Birkirkara          | 2–1         | La Fiorita          | 1–0      | 1–1       |
| Mons Calpe          | 1–5         | Santa Coloma        | 1–1      | 0–4       |
| Velež Mostar        | 4–2         | Coleraine           | 2–1      | 2–1       |
| Domžale             | 2–1         | FC Swift Hesperange | 1–0      | 1–1       |
| Shkupi              | 3–1         | KF Llapi            | 2–0      | 1–1       |
| Tre Penne           | 0–7         | Dinamo Batumi       | 0–4      | 0–3       |
| Partizani           | 8–4         | Sfântul Gheorghe    | 5–2      | 3–2       |
| Maribor             | 2–0         | Urartu              | 1–0      | 1–0       |
| Podgorica           | 1–3         | Laçi                | 1–0      | 0–3 (pro) |
| Milsami Orhei       | 1–0         | Sarajevo            | 0–0      | 1–0       |
| Noah                | 1–5         | KuPS                | 1–0      | 0–5       |
| Žilina              | 6–3         | Dila Gori           | 5–1      | 1–2       |
| FH                  | 3–1         | Sligo Rovers        | 1–0      | 2–1       |
| Paide Linnameeskond | 1–4         | Śląsk Wrocław       | 1–2      | 0–2       |
| FK RFS              | 6–5         | KÍ                  | 2–3      | 4–2 (pro) |
| Bala Town           | 0–2         | Larne               | 0–1      | 0–1       |
| Fehérvár            | 1–3         | Ararat Erevan       | 1–1      | 0–2       |
| Sutjeska Nikšić     | 2–1         | Gagra               | 1–0      | 1–1       |
| Sileks              | 1–2         | Petrocub Hîncești   | 1–1      | 0–1       |
| Široki Brijeg       | 3–4         | Vllaznia            | 3–1      | 0–3       |
| Stjarnan            | 1–4         | Bohemian            | 1–1      | 0–3       |
| Glentoran           | 1–3         | The New Saints      | 1–1      | 0–2       |
| Sant Julià          | 1–1 (3–5 p) | Gżira United        | 0–0      | 1–1 (pro) |
| Europa              | 0–2         | Kauno Žalgiris      | 0–0      | 0–2       |
| Dundalk             | 5–0         | Newtown             | 4–0      | 1–0       |
| Mosta               | 3–4         | Spartak Trnava      | 3–2      | 0–2       |
| FK Liepāja          | 5–2         | Struga              | 1–1      | 4–1       |
| Racing Luxembourg   | 2–5         | Breiðablik          | 2–3      | 0–2       |
| Honka               | 3–1         | NSÍ                 | 0–0      | 3–1       |

### Segunda pré-eliminatória
Um total de 108 equipas participarão na segunda pré-eliminatória.
O sorteio dessa fase foi realizado no dia 16 de junho de 2021. As partidas foram disputadas nos dias 22 e 29 de julho de 2021.
| Equipe 1            | Total | Equipe 2              | 1.º jogo | 2.º jogo  |
| ------------------- | ----- | --------------------- | -------- | --------- |
| Shamrock Rovers     | –     | N/A                   | N/A      | N/A       |
| Teuta               | 3–2   | Inter Club d'Escaldes | 0–2      | 3–0 (pro) |
| Riga                | 3–0   | Shkëndija             | 2–0      | 1–0       |
| Dinamo Tbilisi      | 2–7   | Maccabi Haifa         | 1–2      | 1–5       |
| HB Tórshavn         | 6–0   | Budućnost Podgorica   | 4–0      | 2–0       |
| Linfield            | 4–0   | Borac Banja Luka      | 4–0      | 0–0       |
| Shakhtyor Salihorsk | 1–3   | Fola Esch             | 1–2      | 0–1       |
| Folgore             | 3–7   | Hibernians            | 1–3      | 2–4       |
| Prishtina           | 6–5   | Connah's Quay Nomads  | 4–1      | 2–4       |
| Valur               | 0–6   | Bodø/Glimt            | 0–3      | 0–3       |

| Equipe 1           | Total       | Equipe 2              | 1.º jogo | 2.º jogo  |
| ------------------ | ----------- | --------------------- | -------- | --------- |
| KuPS               | 5–4         | Vorskla Poltava       | 2–2      | 3–2 (pro) |
| Steaua București   | 2–2 (3–5 p) | Shakhter Karagandy    | 1–0      | 1–2 (pro) |
| Arda               | 0–6         | Hapoel Be'er Sheva    | 0–2      | 0–4       |
| Apollon Limassol   | 3–5         | Žilina                | 1–3      | 2–2       |
| Čukarički          | 2–0         | Sumqayıt              | 0–0      | 2–0       |
| Sutjeska Nikšić    | 1–3         | Maccabi Tel Aviv      | 0–0      | 1–3       |
| Astana             | 3–2         | Aris Thessaloniki     | 2–0      | 1–2 (pro) |
| Petrocub Hîncești  | 0–2         | Sivasspor             | 0–1      | 0–1       |
| AEL Limassol       | 2–0         | Vllaznia              | 1–0      | 1–0       |
| Sochi              | 7–2         | Keşlə                 | 3–0      | 4–2       |
| IF Elfsborg        | 9–0         | Milsami Orhei         | 4–0      | 5–0       |
| FK RFS             | 5–0         | Puskás Akadémia       | 3–0      | 2–0       |
| Dinamo Batumi      | 4–2         | BATE Borisov          | 0–1      | 4–1       |
| Partizan           | 3–0         | Dunajská Streda       | 1–0      | 2–0       |
| Dundalk            | 4–3         | Levadia Tallinn       | 2–2      | 2–1       |
| Gżira United       | 0–3         | Rijeka                | 0–2      | 0–1       |
| Viktoria Plzeň     | 4–2         | Dinamo Brest          | 2–1      | 2–1       |
| Kauno Žalgiris     | 1–10        | The New Saints        | 0–5      | 1–5       |
| Domžale            | 2–1         | Honka                 | 1–1      | 1–0       |
| CSKA Sófia         | 0–0 (3–1 p) | FK Liepāja            | 0–0      | 0–0 (pro) |
| Shkupi             | 0–5         | Santa Clara           | 0–3      | 0–2       |
| Hibernian          | 5–1         | Santa Coloma          | 3–0      | 2–1       |
| Larne              | 3–2         | AGF                   | 2–1      | 1–1       |
| Gent               | 4–2         | Vålerenga Fotball     | 4–0      | 0–2       |
| F91 Dudelange      | 0–4         | Bohemian              | 0–1      | 0–3       |
| Velež Mostar       | 2–2 (3–2 p) | AEK Atenas            | 2–1      | 0–1       |
| Qarabağ            | 1–0         | Ashdod                | 0–0      | 1–0       |
| Lokomotiv Plovdiv  | 1–1 (3–2 p) | Slovácko              | 1–0      | 0–1       |
| Ararat Erevan      | 5–7         | Śląsk Wrocław         | 2–4      | 3–3       |
| Laçi               | 1–0[A]      | Universitatea Craiova | 1–0      | 0–0       |
| Drita              | 2–3         | Feyenoord             | 0–0      | 2–3       |
| Basel              | 5–0         | Partizani             | 3–0      | 2–0       |
| Pogoń Szczecin     | 0–1         | Osijek                | 0–0      | 0–1       |
| Áustria Viena      | 2–3         | Breiðablik            | 1–1      | 1–2       |
| Olimpija Ljubljana | 1–1 (5–4 p) | Birkirkara            | 1–0      | 0–1       |
| Hammarby IF        | 4–1         | Maribor               | 3–1      | 1–0       |
| Molde              | 3–2         | Servette              | 3–0      | 0–2       |
| Újpest             | 5–2         | Vaduz                 | 2–1      | 3–1       |
| Sūduva             | 0–0 (3–4 p) | Raków Częstochowa     | 0–0      | 0–0       |
| Spartak Trnava     | 1–1 (4–3 p) | Sepsi OSK             | 0–0      | 1–1       |
| FH                 | 1–6         | Rosenborg BK          | 0–2      | 1–4       |
| Copenhagen         | 9–1         | Torpedo Zhodino       | 4–1      | 5–0       |
| Panevėžys          | 0–2         | Vojvodina             | 0–1      | 0–1       |
| Hajduk Split       | 3–4         | Tobol                 | 2–0      | 1–4       |
| Aberdeen           | 5–3         | BK Häcken             | 5–1      | 0–2       |

 A: ^  Ordem das partidas invertida.

### Terceira pré-eliminatória
Um total de 64 equipas participarão na terceira pré-eliminatória.
O sorteio dessa fase foi realizado no dia 19 de julho de 2021. As partidas serão disputadas nos dias 5 e 12 de agosto de 2021.
| Equipe 1        | Total     | Equipe 2    | 1.º jogo | 2.º jogo |
| --------------- | --------- | ----------- | -------- | -------- |
| Maccabi Haifa   | 7–3       | HB Tórshavn | 7–2      | 0–1      |
| Linfield        | 2–4       | Fola Esch   | 1–2      | 1–2      |
| Shamrock Rovers | 3–0       | Teuta       | 1–0      | 2–0      |
| Riga            | 4–2 (pro) | Hibernians  | 0–1      | 4–1      |
| Prishtina       | 2–3       | Bodø/Glimt  | 2–1      | 0–2      |

| Equipe 1          | Total       | Equipe 2           | 1.º jogo | 2.º jogo |
| ----------------- | ----------- | ------------------ | -------- | -------- |
| Dinamo Batumi     | 2–3 (pro)   | Sivasspor          | 1–2      | 1–1      |
| KuPS              | 5–4         | Astana             | 1–1      | 4–3      |
| Sochi             | 3–3 (2–4 p) | Partizan           | 1–1      | 2–2      |
| Śląsk Wrocław     | 2–5         | Hapoel Be'er Sheva | 2–1      | 0–4      |
| Santa Clara       | 3–0         | Olimpija Ljubljana | 2–0      | 1–0      |
| Újpest            | 1–6         | Basel              | 1–2      | 0–4      |
| IF Elfsborg       | 5–2         | Velež Mostar       | 1–1      | 4–1      |
| Kolos Kovalivka   | 0–0 (1–3 p) | Shakhter Karagandy | 0–0      | 0–0      |
| Paços de Ferreira | 4–1         | Larne              | 4–0      | 0–1      |
| Luzern            | 0–6         | Feyenoord          | 0–3      | 0–3      |
| Rīgas             | 2–3         | Gent               | 2–2      | 0–1      |
| Hibernian         | 2–5         | Rijeka             | 1–1      | 1–4      |
| Breiðablik        | 3–5         | Aberdeen           | 2–3      | 1–2      |
| Trabzonspor       | 4–4 (4–3 p) | Molde              | 3–3      | 1–1      |
| Bohemians         | 2–3         | PAOK               | 2–1      | 0–2      |
| The New Saints    | 5–5 (1–4 p) | Viktoria Plzeň     | 4–2      | 1–3      |
| Raków Częstochowa | 1–0 (pro)   | Rubin Kazan        | 0–0      | 1–0      |
| Lokomotiv Plovdiv | 3–5         | Copenhagen         | 1–1      | 2–4      |
| Čukarički         | 4–6         | Hammarby IF        | 3–1      | 1–5      |
| Tobol             | 0–5         | Žilina             | 0–1      | 0–4      |
| CSKA Sofia        | 5–3         | Osijek             | 4–2      | 1–1      |
| Vojvodina         | 1–7         | LASK Linz          | 0–1      | 1–6      |
| AEL Limassol      | 1–2         | Qarabağ            | 1–1      | 0–1      |
| Spartak Trnava    | 0–1         | Maccabi Tel Aviv   | 0–0      | 0–1      |
| Rosenborg         | 8–2         | Domžale            | 6–1      | 2–1      |
| Laçi              | 1–5         | Anderlecht         | 0–3      | 1–2      |
| Vitesse           | 4–3         | Dundalk            | 2–2      | 2–1      |

### Play-off
Um total de 44 equipas participarão na terceira pré-eliminatória.
O sorteio dessa fase foi realizado no dia 2 de agosto de 2021. As partidas serão disputadas nos dias 19 e 26 de agosto de 2021.
| Equipe 1         | Total     | Equipe 2            | 1.º jogo | 2.º jogo |
| ---------------- | --------- | ------------------- | -------- | -------- |
| Žalgiris Vilnius | 2–3       | Bodø/Glimt          | 2–2      | 0–1      |
| Neftçi Baku      | 3–7       | Maccabi Haifa       | 3–3      | 0–4      |
| Flora            | 5–2       | Shamrock Rovers     | 4–2      | 1–0      |
| Riga             | 2–4 (pro) | Lincoln Red Imps FC | 1–1      | 1–3      |
| Fola Esch        | 2–7       | Kairat Futbol Kluby | 1–4      | 1–3      |

| Equipe 1           | Total       | Equipe 2             | 1.º jogo | 2.º jogo |
| ------------------ | ----------- | -------------------- | -------- | -------- |
| Qarabağ            | 4–1         | Aberdeen             | 1–0      | 3–1      |
| Basel              | 4–4 (4–3 p) | Hammarby IF          | 3–1      | 1–3      |
| Viktoria Plzeň     | 2–3 (pro)   | CSKA Sofia           | 2–0      | 0–3      |
| Paços de Ferreira  | 1–3         | Tottenham            | 1–0      | 0–3      |
| Rennes             | 5–1         | Rosenborg            | 2–0      | 3–1      |
| Anderlecht         | 4–5         | Vitesse              | 3–3      | 1–2      |
| LASK Linz          | 3–1         | St Johnstone         | 1–1      | 2–0      |
| Shakhter Karagandy | 1–4         | Maccabi Tel Aviv     | 1–2      | 0–2      |
| PAOK               | 3–1         | Rijeka               | 1–1      | 2–0      |
| KuPS               | 0–4         | Union Berlin         | 0–4      | 0–0      |
| Feyenoord          | 6–3         | IF Elfsborg          | 5–0      | 1–3      |
| Raków Częstochowa  | 1–3         | Gent                 | 1–0      | 0–3      |
| Sivasspor          | 1–7         | Copenhagen           | 1–2      | 0–5      |
| Santa Clara        | 2–3         | Partizan             | 2–1      | 0–2      |
| Trabzonspor        | 1–5         | Roma                 | 1–2      | 0–3      |
| Hapoel Be'er Sheva | 1–3         | Anorthosis Famagusta | 0–0      | 1–3      |
| Jablonec           | 8–1         | Žilina               | 5–1      | 3–0      |

## Fase de grupos
Na fase de grupos jogam 32 equipes: os 5 vencedores do caminho dos campeões do play-off, os 17 vencedores do caminho da Liga do play-off, e os 10 perdedores do play-off da Liga Europa da UEFA de 2021–22.
As 32 equipes serão divididas em oito grupos de quatro, com a restrição de que equipes da mesma associação não possam se enfrentar. 
Em cada grupo, as equipes jogam umas contra as outras em casa e fora. Os vencedores dos grupos avançam para as oitavas de final, os segundos classificados avançam para os play-off da fase eliminatória, onde se juntam aos oito terceiros classificados da fase de grupos da Liga Europa da UEFA de 2021–22.
| Tottenham Union Roma Rennes Zorya LASK Randers Copenhagen Slavia Jablonec Omonia Anorthosis Basel PAOK Partizan Bodø/Glimt Kairat (fora do mapa) Qarabağ CSKA Cluj Slovan Mura Alashkert HJK Lincoln FloraLocalização das equipas da fase de grupos da Liga Conferência Europa de 2021–22. Castanho: Grupo A; Vermelho: Grupo B; Laranja: Grupo C; Amarelo: Grupo D; Verde: Grupo E; Azul: Grupo F; Roxo: Grupo G; Rosa: Grupo H. | Gent AZ Feyenoord VitesseBenelux M. Haifa M. Tel AvivIsrael |

### Potes
O sorteio da fase de grupos foi realizado em 27 de agosto de 2021, em Nyon, na Suiça.
| Pote 1       | Coef.  |
| ------------ | ------ |
| Roma         | 90.000 |
| Tottenham    | 88.000 |
| Basel        | 49.000 |
| København    | 43.500 |
| Slavia Praha | 43.500 |
| Gent         | 26.500 |
| AZ Alkmaar   | 21.500 |
| LASK         | 21.000 |

| Pote 2            | Coef.  |
| ----------------- | ------ |
| Feyenoord         | 21.000 |
| Qarabağ           | 21.000 |
| Maccabi Tel Aviv  | 20.500 |
| PAOK              | 20.000 |
| Rennes            | 19.000 |
| Partizan Belgrado | 18.000 |
| Cluj              | 16.500 |
| Zorya Luhansk     | 15.000 |

| Pote 3            | Coef.  |
| ----------------- | ------ |
| Union Berlin      | 14.714 |
| CSKA Sófia        | 8.000  |
| Vitesse           | 7.840  |
| Slovan Bratislava | 7.500  |
| Jablonec          | 7.000  |
| Alashkert         | 6.500  |
| Flora             | 6.250  |
| Kairat            | 6.000  |

| Pote 4                  | Coef. |
| ----------------------- | ----- |
| Lincoln Red Imps        | 5.750 |
| Randers                 | 5.575 |
| Anorthosis Famagusta FC | 5.550 |
| Omonia                  | 5.550 |
| HJK Helsinki            | 5.550 |
| Maccabi Haifa           | 4.875 |
| Bodø/Glimt              | 4.200 |
| Mura                    | 3.000 |

### Grupos
Os vencedores dos grupos avançam direto para as oitavas de final, enquanto os segundos classificados avançam para os play-offs da fase final.
| Legenda                                    |
| Classificado às oitavas de final           |
| Classificado aos play-offs para fase final |
| Eliminado                                  |

#### Grupo A
| Pos. | Equipe                  | Pts | J | V | E | D | GP | GC | SG  |
| ---- | ----------------------- | --- | - | - | - | - | -- | -- | --- |
| 1    | LASK                    | 16  | 6 | 5 | 1 | 0 | 12 | 1  | +11 |
| 2    | Maccabi Tel Aviv        | 11  | 6 | 3 | 2 | 1 | 14 | 4  | +10 |
| 3    | HJK                     | 6   | 6 | 2 | 0 | 4 | 5  | 15 | –10 |
| 4    | Alashkert Football Club | 1   | 6 | 0 | 1 | 5 | 4  | 15 | –11 |

|                         | LASK | MTA | Alashkert Football Club | HJK |
| ----------------------- | ---- | --- | ----------------------- | --- |
| LASK                    |      | 1–1 | 2–0                     | 3–0 |
| Maccabi Tel Aviv        | 0–1  |     | 4–1                     | 3–0 |
| Alashkert Football Club | 0–3  | 1–1 |                         | 2–4 |
| HJK                     | 0–2  | 0–5 | 1–0                     |     |

#### Grupo B
| Pos. | Equipe                  | Pts | J | V | E | D | GP | GC | SG |
| ---- | ----------------------- | --- | - | - | - | - | -- | -- | -- |
| 1    | Gent                    | 13  | 6 | 4 | 1 | 1 | 6  | 2  | +4 |
| 2    | Partizan Belgrado       | 8   | 6 | 2 | 2 | 2 | 6  | 4  | +2 |
| 3    | Anorthosis Famagusta FC | 6   | 6 | 1 | 3 | 2 | 6  | 9  | −3 |
| 4    | Flora                   | 5   | 6 | 1 | 2 | 3 | 5  | 8  | −3 |

|                         | GNT | PAR | FLO | ANO |
| ----------------------- | --- | --- | --- | --- |
| Gent                    |     | 1–1 | 1–0 | 2–0 |
| Partizan Belgrado       | 0–1 |     | 2–0 | 1–1 |
| Flora                   | 0–1 | 1–0 |     | 2–2 |
| Anorthosis Famagusta FC | 1–0 | 0–2 | 2–2 |     |

#### Grupo C
| Pos. | Equipe        | Pts | J | V | E | D | GP | GC | SG  |
| ---- | ------------- | --- | - | - | - | - | -- | -- | --- |
| 1    | Roma          | 13  | 6 | 4 | 1 | 1 | 18 | 11 | +7  |
| 2    | Bodø/Glimt    | 12  | 6 | 3 | 3 | 0 | 14 | 5  | +9  |
| 3    | Zorya Luhansk | 7   | 6 | 2 | 1 | 3 | 5  | 11 | −6  |
| 4    | CSKA Sófia    | 1   | 6 | 0 | 1 | 5 | 3  | 13 | −10 |

|                | ROM | ZOR | CSO | BOD |
| -------------- | --- | --- | --- | --- |
| Roma           |     | 4–0 | 5–1 | 2–2 |
| Zorya Luhansk  | 0–3 |     | 2–0 | 1–1 |
| PFK CSKA Sofia | 2–3 | 0–1 |     | 0–0 |
| FK Bodø/Glimt  | 6–1 | 3–1 | 2–0 |     |

#### Grupo D
| Pos. | Equipe     | Pts | J | V | E | D | GP | GC | SG |
| ---- | ---------- | --- | - | - | - | - | -- | -- | -- |
| 1    | AZ Alkmaar | 14  | 6 | 4 | 2 | 0 | 8  | 3  | +5 |
| 2    | Randers    | 7   | 6 | 1 | 4 | 1 | 9  | 9  | 0  |
| 3    | Jablonec   | 6   | 6 | 1 | 3 | 2 | 6  | 8  | −2 |
| 4    | Cluj       | 4   | 6 | 1 | 1 | 4 | 5  | 7  | −2 |

|            | AZ  | CLU | JAB | RAN |
| ---------- | --- | --- | --- | --- |
| AZ Alkmaar |     | 2–0 | 1–0 | 1–0 |
| Cluj       | 0–1 |     | 2–0 | 1–1 |
| Jablonec   | 1–1 | 1–0 |     | 2–2 |
| Randers    | 2–2 | 2–1 | 2–2 |     |

#### Grupo E
| Pos. | Equipe        | Pts | J | V | E | D | GP | GC | SG |
| ---- | ------------- | --- | - | - | - | - | -- | -- | -- |
| 1    | Feyenoord     | 14  | 6 | 4 | 2 | 0 | 11 | 6  | +5 |
| 2    | Slavia Praha  | 8   | 6 | 2 | 2 | 2 | 8  | 7  | +1 |
| 3    | Union Berlin  | 7   | 6 | 2 | 1 | 3 | 8  | 9  | −1 |
| 4    | Maccabi Haifa | 4   | 6 | 1 | 1 | 4 | 2  | 7  | −5 |

|               | SLA | FEY | UBE | MHA |
| ------------- | --- | --- | --- | --- |
| Slavia Praha  |     | 2–2 | 3–1 | 1–0 |
| Feyenoord     | 2–1 |     | 3–1 | 2–1 |
| Union Berlin  | 1–1 | 1–2 |     | 3–0 |
| Maccabi Haifa | 1–0 | 0–0 | 0–1 |     |

#### Grupo F
| Pos. | Equipe            | Pts | J | V | E | D | GP | GC | SG  |
| ---- | ----------------- | --- | - | - | - | - | -- | -- | --- |
| 1    | København         | 15  | 6 | 5 | 0 | 1 | 15 | 5  | +10 |
| 2    | PAOK              | 11  | 6 | 3 | 2 | 1 | 8  | 4  | +4  |
| 3    | Slovan Bratislava | 8   | 6 | 2 | 2 | 2 | 8  | 7  | +1  |
| 4    | Lincoln Red Imps  | 0   | 6 | 0 | 0 | 6 | 2  | 17 | −15 |

|                   | KØB | PAK | SLO | LIN |
| ----------------- | --- | --- | --- | --- |
| København         |     | 1–2 | 2–0 | 3–1 |
| PAOK              | 1–2 |     | 1–1 | 2–0 |
| Slovan Bratislava | 1–3 | 0–0 |     | 2–0 |
| Lincoln Red Imps  | 0–4 | 0–2 | 1–4 |     |

#### Grupo G
| Pos. | Equipe    | Pts | J | V | E | D | GP | GC | SG |
| ---- | --------- | --- | - | - | - | - | -- | -- | -- |
| 1    | Rennes    | 14  | 6 | 4 | 2 | 0 | 13 | 7  | +6 |
| 2    | Vitesse   | 10  | 6 | 3 | 1 | 2 | 12 | 9  | +3 |
| 3    | Tottenham | 7   | 6 | 2 | 1 | 3 | 11 | 11 | 0  |
| 4    | Mura      | 3   | 6 | 1 | 0 | 5 | 5  | 14 | −9 |

|           | TOT | REN | VIT | MUR |
| --------- | --- | --- | --- | --- |
| Tottenham |     | 0–3 | 3–2 | 5–1 |
| Rennes    | 2–2 |     | 3–3 | 1–0 |
| Vitesse   | 1–0 | 1–2 |     | 3–1 |
| Mura      | 2–1 | 1–2 | 0–2 |     |

#### Grupo H
| Pos. | Equipe  | Pts | J | V | E | D | GP | GC | SG |
| ---- | ------- | --- | - | - | - | - | -- | -- | -- |
| 1    | Basel   | 14  | 6 | 4 | 2 | 0 | 14 | 6  | +8 |
| 2    | Qarabağ | 11  | 6 | 3 | 2 | 1 | 10 | 8  | +2 |
| 3    | Omonia  | 4   | 6 | 0 | 4 | 2 | 5  | 10 | −5 |
| 4    | Kairat  | 2   | 6 | 0 | 2 | 4 | 6  | 11 | −5 |

|         | BAS | QAR | KAI | OMO |
| ------- | --- | --- | --- | --- |
| Basel   |     | 3–0 | 4–2 | 3–1 |
| Qarabağ | 0–0 |     | 2–1 | 2–2 |
| Kairat  | 2–3 | 1–2 |     | 0–0 |
| Omonia  | 1–1 | 1–4 | 0–0 |     |

## Fase final
Nas fases finais, as equipes classificadas jogarão partidas eliminatórias de ida e volta, exceto no jogo final. O formato do sorteio para cada parte da fase final é:
- No sorteio dos play-offs para fase final, os oito 2º colocados da Liga Conferência Europa serão designados como "Cabeça de chave", enquanto os oito 3º colocados da Liga Europa serão designados como "Não cabeça de chave". As equipes cabeça de chave sorteadas serão as mandantes das partidas de volta. Equipes da mesma associação não podem ser sorteadas para se enfrentar.

- No sorteio das oitavas de final, os oito 1º colocados da Liga Conferência Europa serão designados como "Cabeça de chave", enquanto os oito vencedores dos play-offs para a fase final serão designados como "Não cabeça de chave". As equipes cabeça de chave sorteadas serão as mandantes das partidas de volta. Equipes da mesma associação não podem ser sorteadas para se enfrentar.

- No sorteio das quartas de final e semifinal, não há cabeças de chave e equipes da mesma associação podem ser sorteadas para se enfrentar. Como o sorteio das quartas de final e da semifinal serão realizados juntos antes das partidas das quartas de final serem disputadas, as equipes vencedoras das quartas ainda não serão conhecidas no sorteio da semifinal. Também será realizado um sorteio para definir qual semifinal em que o vencedor será considerado a "equipe mandante" da final (apenas por motivos administrativos, já que a final será disputada em local neutro).

### Equipes classificadas
| Chave de cores                             |
| ------------------------------------------ |
| Classificado às oitavas de final           |
| Classificado aos play-offs para fase final |

#### Fase de grupos da Liga Conferência Europa
| Grupo | Líderes de grupo | Vice-líderes de grupo |
| ----- | ---------------- | --------------------- |
| A     | LASK             | Maccabi Tel Aviv      |
| B     | Gent             | Partizan Belgrado     |
| C     | Roma             | Bodø/Glimt            |
| D     | AZ Alkmaar       | Randers               |
| E     | Feyenoord        | Slavia Praha          |
| F     | København        | PAOK                  |
| G     | Rennes           | Vitesse               |
| H     | Basel            | Qarabağ               |

#### Fase de grupos da Liga Europa
| Grupo | Terceiro-colocados de grupo |
| ----- | --------------------------- |
| A     | Sparta Praga                |
| B     | PSV Eindhoven               |
| C     | Leicester                   |
| D     | Fenerbahçe                  |
| E     | Olympique de Marseille      |
| F     | Midtjylland                 |
| G     | Celtic                      |
| H     | Rapid Viena                 |

### Play-offs da fase final
O sorteio ocorreu no dia 13 de dezembro de 2021, às 14:00 CET. As partidas de ida foram realizadas no dia 17 de fevereiro e as partidas de volta no dia 24 de fevereiro de 2022.
| Equipe 1               | Total       | Equipe 2          | 1.º jogo | 2.º jogo  |
| ---------------------- | ----------- | ----------------- | -------- | --------- |
| Olympique de Marseille | 6–1         | Qarabağ           | 3–1      | 3–0       |
| PSV Eindhoven          | 2–1         | Maccabi Tel Aviv  | 1–0      | 1–1       |
| Fenerbahçe             | 4–6         | Slavia Praha      | 2–3      | 2–3       |
| Midtjylland            | 2–2 (3–5 p) | PAOK              | 1–0      | 1–2 (pro) |
| Leicester              | 7–2         | Randers           | 4–1      | 3–1       |
| Celtic                 | 1–5         | Bodø/Glimt        | 1–3      | 0–2       |
| Sparta Praga           | 1–3         | Partizan Belgrado | 0–1      | 1–2       |
| Rapid Viena            | 2–3         | Vitesse           | 2–1      | 0–2       |

### Esquema
|  | Oitavas de final       | Oitavas de final       | Oitavas de final | Oitavas de final |   |                        | Quartas de final | Quartas de final | Quartas de final | Quartas de final |  |           | Semifinais              | Semifinais              | Semifinais              | Semifinais              |      |   | Final      | Final      |
|  | 10 a 17 de março       | 10 a 17 de março       | 10 a 17 de março | 10 a 17 de março |   |                        | 7 a 14 de abril  | 7 a 14 de abril  | 7 a 14 de abril  | 7 a 14 de abril  |  |           | 28 de abril a 5 de maio | 28 de abril a 5 de maio | 28 de abril a 5 de maio | 28 de abril a 5 de maio |      |   | 25 de maio | 25 de maio |
|  |                        |                        |                  |                  |   |                        |                  |                  |                  |                  |  |           |                         |                         |                         |                         |      |   |            |            |
|  | Leicester              | 2                      | 1                | 3                |   |                        |                  |                  |                  |                  |  |           |                         |                         |                         |                         |      |   |            |            |
|  | Rennes                 | 0                      | 2                | 2                |   |                        |                  |                  |                  |                  |  |           |                         |                         |                         |                         |      |   |            |            |
|  | Rennes                 | 0                      | 2                | 2                |   | Leicester              | 0                | 2                | 2                |                  |  |           |                         |                         |                         |                         |      |   |            |            |
|  |                        |                        |                  |                  |   | Leicester              | 0                | 2                | 2                |                  |  |           |                         |                         |                         |                         |      |   |            |            |
|  |                        | PSV Eindhoven          | 0                | 1                | 1 |                        |                  |                  |                  |                  |  |           |                         |                         |                         |                         |      |   |            |            |
|  | PSV Eindhoven          | PSV Eindhoven          | 0                | 1                | 1 | 4                      | 4                | 8                |                  |                  |  |           |                         |                         |                         |                         |      |   |            |            |
|  | PSV Eindhoven          |                        |                  |                  |   | 4                      | 4                | 8                |                  |                  |  |           |                         |                         |                         |                         |      |   |            |            |
|  | København              | 4                      | 0                | 4                |   |                        |                  |                  |                  |                  |  |           |                         |                         |                         |                         |      |   |            |            |
|  | København              | 4                      | 0                | 4                |   |                        |                  |                  |                  |                  |  | Leicester | 1                       | 0                       | 1                       |                         |      |   |            |            |
|  |                        |                        |                  |                  |   |                        |                  |                  |                  |                  |  | Leicester | 1                       | 0                       | 1                       |                         |      |   |            |            |
|  |                        | Roma                   | 1                | 1                | 2 |                        |                  |                  |                  |                  |  |           |                         |                         |                         |                         |      |   |            |            |
|  | Bodø/Glimt             | Roma                   | 1                | 1                | 2 | 2                      | 2                | 4                |                  |                  |  |           |                         |                         |                         |                         |      |   |            |            |
|  | Bodø/Glimt             |                        |                  |                  |   | 2                      | 2                | 4                |                  |                  |  |           |                         |                         |                         |                         |      |   |            |            |
|  | AZ Alkmaar             | 1                      | 2                | 3                |   |                        |                  |                  |                  |                  |  |           |                         |                         |                         |                         |      |   |            |            |
|  | AZ Alkmaar             | 1                      | 2                | 3                |   | Bodø/Glimt             | 2                | 0                | 2                |                  |  |           |                         |                         |                         |                         |      |   |            |            |
|  |                        |                        |                  |                  |   | Bodø/Glimt             | 2                | 0                | 2                |                  |  |           |                         |                         |                         |                         |      |   |            |            |
|  |                        | Roma                   | 1                | 4                | 5 |                        |                  |                  |                  |                  |  |           |                         |                         |                         |                         |      |   |            |            |
|  | Vitesse                | Roma                   | 1                | 4                | 5 | 0                      | 1                | 1                |                  |                  |  |           |                         |                         |                         |                         |      |   |            |            |
|  | Vitesse                |                        |                  |                  |   | 0                      | 1                | 1                |                  |                  |  |           |                         |                         |                         |                         |      |   |            |            |
|  | Roma                   | 1                      | 1                | 2                |   |                        |                  |                  |                  |                  |  |           |                         |                         |                         |                         |      |   |            |            |
|  | Roma                   | 1                      | 1                | 2                |   |                        |                  |                  |                  |                  |  |           |                         |                         |                         |                         | Roma | 1 |            |            |
|  |                        |                        |                  |                  |   |                        |                  |                  |                  |                  |  |           |                         |                         |                         |                         |      | 1 |            |            |
|  |                        | Feyenoord              | 0                |                  |   |                        |                  |                  |                  |                  |  |           |                         |                         |                         |                         |      |   |            |            |
|  | Partizan Belgrado      | Feyenoord              | 0                | 2                | 1 | 3                      |                  |                  |                  |                  |  |           |                         |                         |                         |                         |      |   |            |            |
|  | Partizan Belgrado      |                        |                  | 2                | 1 | 3                      |                  |                  |                  |                  |  |           |                         |                         |                         |                         |      |   |            |            |
|  | Feyenoord              | 5                      | 3                | 8                |   |                        |                  |                  |                  |                  |  |           |                         |                         |                         |                         |      |   |            |            |
|  | Feyenoord              | 5                      | 3                | 8                |   | Feyenoord              | 3                | 3                | 6                |                  |  |           |                         |                         |                         |                         |      |   |            |            |
|  |                        |                        |                  |                  |   | Feyenoord              | 3                | 3                | 6                |                  |  |           |                         |                         |                         |                         |      |   |            |            |
|  |                        | Slavia Praha           | 3                | 1                | 4 |                        |                  |                  |                  |                  |  |           |                         |                         |                         |                         |      |   |            |            |
|  | Slavia Praha           | Slavia Praha           | 3                | 1                | 4 | 4                      | 3                | 7                |                  |                  |  |           |                         |                         |                         |                         |      |   |            |            |
|  | Slavia Praha           |                        |                  |                  |   | 4                      | 3                | 7                |                  |                  |  |           |                         |                         |                         |                         |      |   |            |            |
|  | LASK                   | 1                      | 4                | 5                |   |                        |                  |                  |                  |                  |  |           |                         |                         |                         |                         |      |   |            |            |
|  | LASK                   | 1                      | 4                | 5                |   |                        |                  |                  |                  |                  |  | Feyenoord | 3                       | 0                       | 3                       |                         |      |   |            |            |
|  |                        |                        |                  |                  |   |                        |                  |                  |                  |                  |  | Feyenoord | 3                       | 0                       | 3                       |                         |      |   |            |            |
|  |                        | Olympique de Marseille | 2                | 0                | 2 |                        |                  |                  |                  |                  |  |           |                         |                         |                         |                         |      |   |            |            |
|  | Olympique de Marseille | Olympique de Marseille | 2                | 0                | 2 | 2                      | 2                | 4                |                  |                  |  |           |                         |                         |                         |                         |      |   |            |            |
|  | Olympique de Marseille |                        |                  |                  |   | 2                      | 2                | 4                |                  |                  |  |           |                         |                         |                         |                         |      |   |            |            |
|  | Basel                  | 1                      | 1                | 2                |   |                        |                  |                  |                  |                  |  |           |                         |                         |                         |                         |      |   |            |            |
|  | Basel                  | 1                      | 1                | 2                |   | Olympique de Marseille | 2                | 1                | 3                |                  |  |           |                         |                         |                         |                         |      |   |            |            |
|  |                        |                        |                  |                  |   | Olympique de Marseille | 2                | 1                | 3                |                  |  |           |                         |                         |                         |                         |      |   |            |            |
|  |                        | PAOK                   | 1                | 0                | 1 |                        |                  |                  |                  |                  |  |           |                         |                         |                         |                         |      |   |            |            |
|  | PAOK                   | PAOK                   | 1                | 0                | 1 | 1                      | 2                | 3                |                  |                  |  |           |                         |                         |                         |                         |      |   |            |            |
|  | PAOK                   |                        |                  |                  |   | 1                      | 2                | 3                |                  |                  |  |           |                         |                         |                         |                         |      |   |            |            |
|  | Gent                   | 0                      | 1                | 1                |   |                        |                  |                  |                  |                  |  |           |                         |                         |                         |                         |      |   |            |            |

O esquema acima é usado somente para uma visualização melhor dos confrontos. Os confrontos das oitavas de final e quartas de final foram sorteados e não seguem a ordem mostrada. A partir das semifinais, os confrontos seguem a ordem mostrada.

### Oitavas de final
O sorteio das oitavas de final ocorreu no dia 25 de fevereiro de 2022, às 13:00 CET. As partidas de ida serão realizadas no dia 10 de março e as partidas de volta no dia 17 de março de 2022.
| Equipe 1               | Total | Equipe 2   | 1.º jogo | 2.º jogo  |
| ---------------------- | ----- | ---------- | -------- | --------- |
| Olympique de Marseille | 4–2   | Basel      | 2–1      | 2–1       |
| Leicester              | 3–2   | Rennes     | 2–0      | 1–2       |
| PAOK                   | 3–1   | Gent       | 1–0      | 2–1       |
| Vitesse                | 1–2   | Roma       | 0–1      | 1–1       |
| PSV Eindhoven          | 8–4   | København  | 4–4      | 4–0       |
| Slavia Praha           | 7–5   | LASK       | 4–1      | 3–4       |
| Bodø/Glimt             | 4–3   | AZ Alkmaar | 2–1      | 2–2 (pro) |
| Partizan Belgrado      | 3–8   | Feyenoord  | 2–5      | 1–3       |

### Quartas de final
O sorteio das quartas de final ocorreu no dia 18 de março de 2022, às 15:00 CET. As partidas de ida serão realizadas no dia 7 de abril e as partidas de volta no dia 14 de abril de 2022.
| Equipe 1               | Total | Equipe 2      | 1.º jogo | 2.º jogo |
| ---------------------- | ----- | ------------- | -------- | -------- |
| Bodø/Glimt             | 2–5   | Roma          | 2–1      | 0–4      |
| Feyenoord              | 6–4   | Slavia Praha  | 3–3      | 3–1      |
| Olympique de Marseille | 3–1   | PAOK          | 2–1      | 1–0      |
| Leicester              | 2–1   | PSV Eindhoven | 0–0      | 2–1      |

### Semifinais
O sorteio das semifinais foi realizado no dia 18 de março de 2022, junto com o sorteio das quartas de final. As partidas de ida serão realizadas no dia 28 de abril e as partidas de volta no dia 5 de maio de 2022.
| Equipe 1  | Total | Equipe 2               | 1.º jogo | 2.º jogo |
| --------- | ----- | ---------------------- | -------- | -------- |
| Leicester | 1−2   | Roma                   | 1–1      | 0−1      |
| Feyenoord | 3−2   | Olympique de Marseille | 3–2      | 0−0      |

### Final
A final foi disputada no dia 25 de maio de 2022 na Arena Kombëtare, em Tirana, Albânia. O sorteio foi realizado no dia 28 de março de 2022, junto com o sorteio das quartas de final e da semifinal, para determinar a "equipe mandante" por motivos administrativos.
| 25 de maio de 2022 | Roma        | 1 – 0     | Feyenoord | Arena Kombëtare, Tirana                    |
| 21:00              | Zaniolo 32' | Relatório |           | Público: 19 597 Árbitro: ROU István Kovács |

## Estatísticas
Gols e assistências contabilizados a partir da fase de grupos, excluindo as fases de qualificação e de play-offs.
 Atualizado em 28 de abril de 2022
| Pos. | Jogador          | Equipe       | Gols |
| ---- | ---------------- | ------------ | ---- |
| 1    | Cyriel Dessers   | Feyenoord    | 10   |
| 2    | Tammy Abraham    | Roma         | 8    |
| 3    | Ola Solbakken    | Bodø/Glimt   | 6    |
| 3    | Luis Sinisterra  | Feyenoord    | 6    |
| 3    | Yira Sor         | Slavia Praha | 6    |
| 6    | Amahl Pellegrino | Bodø/Glimt   | 5    |
| 6    | Gaëtan Laborde   | Rennes       | 5    |
| 6    | Arthur Cabral    | Basel        | 5    |

| Pos. | Jogador         | Equipe     | Assis. |
| ---- | --------------- | ---------- | ------ |
| 1    | Pep Biel        | København  | 4      |
| 1    | Eli Dasa        | Vitesse    | 4      |
| 1    | Luis Sinisterra | Feyenoord  | 4      |
| 1    | Rick Karsdorp   | Roma       | 4      |
| 1    | Erik Botheim    | Bodø/Glimt | 4      |